# Joep de Mol
Joep de Mol (* 10. Dezember 1995 in Berkel-Enschot, Tilburg) ist ein niederländischer Hockeyspieler und Olympiasieger.

## Karriere
De Mol begann als Fünfjähriger bei einem Club in seinem Geburtsort Hockey zu spielen. 2014 wechselte der Verteidiger zum Eindhovener Verein Oranje Zwart. Mit seinem neuen Team siegte er 2015 in der höchsten niederländischen Spielklasse, der Hoofdklasse, triumphierte bei der Euro Hockey League und wurde für die Hockey World League zum ersten Mal in den Kader der Niederländischen Nationalmannschaft berufen. Im Jahr darauf verteidigte de Mol den Titel in der nationalen Liga. 2017 erspielte er mit dem Nationalteam seinen ersten internationalen Titel, als er in Amstelveen Europameister wurde. Im folgenden Jahr gewann de Mol die Bronzemedaille bei der Champions Trophy und scheiterte im Endspiel der Weltmeisterschaften im Penaltyschießen an der belgischen Auswahl. 2019 stand der Niederländer sowohl bei den Europameisterschaften, als auch in der Hockey Pro League auf dem Podium. Zwei Jahre später gewann de Mol mit der Nationalmannschaft den Titel bei den Kontinentalmeisterschaften durch den Finalsieg gegen Deutschland zurück, während die Niederlande mit ihm bei den Olympischen Spielen in Tokio zum ersten Mal seit 1984 das Halbfinale verpasste. 2022 siegte die Mannschaft in der Hockey Pro League vor Belgien und Indien. Bei den Olympischen Spielen 2024 in Paris gewann er die Goldmedaille.
Bis zum 8. August 2024 bestritt Joep de Mol 155 Länderspiele, in denen er drei Tore erzielte.